# Saropogon jugulum
Saropogon jugulum là một loài ruồi trong họ Asilidae. Saropogon jugulum được Loew miêu tả năm 1847.